# موزه خانه خلیفه
موزهٔ خاندان خلیفه (انگلیسی: Khalifa House Museum) یک موزهٔ قوم‌نگاری واقع در مقبرهٔ محمد احمد المهدی در شهر ام درمان کشور سودان است. این خانه در سال ۱۹۲۸ به موزه تبدیل شد.